# Santiago Casanova i Giner
Santiago Casanova i Giner (el Forcall, 1922 - Barcelona, 2011) fou un sacerdot i paleontòleg català, vinculat al Museu Geològic del Seminari de Barcelona. En el camp de l'arqueologia destaca les excavacions realitzades l'any 1954 a la Cova del Gegant de Sitges juntament amb els membres de l'Agrupació Excursionista Amunt. D'aquestes excavacions és d'on procedeix la mandíbula de Neandertal.